# Тодт, Йенс
Йенс Тодт (нем. Jens Todt; род. 5 января 1970, Хамельн, Нижняя Саксония) — немецкий футболист, играл на позиции опорного полузащитника. Чемпион Европы 1996 года.

## Карьера

### Клубная карьера
Более 10 лет юный Йенс играл за молодёжную команду «Нинбурга» из одноимённого города. В 1989 году Тодт перешёл в «Хавелсе» и на протяжении двух сезонов регулярно выходил в стартовом составе клуба, проведя 59 матчей и забив в них 9 голов. В 1991 году Йенса выкупил клуб из второй Бундеслиги и им оказался «Фрайбург». За эту команду он играл в течение пяти сезонов, а в сезоне 1992/1993 вместе с командой пробился в Бундеслигу.
В 1996 году Йенс, в качестве чемпиона Европы, переходит в «Вердер», в составе которого играл в течение трёх сезонов. За «бременцев» Тодт играл в течение трёх сезонов и выиграл Кубок Интертото 1998 года и Кубок Германии 1999 года.
В том же 1999 году Йенс переходит в «Штутгарт», в котором играл четыре сезона и выиграл второй кубок Интертото, а в 2003 году завершает карьеру.

### Карьера в сборной
В сборной Германии Йенс дебютировал в октябре 1994 в товарищеском матче против сборной Венгрии; тот матч закончился со счётом 0:0. После этого было ещё два выхода на поле в феврале и июне следующего года, в контрольных матчах против Испании (0:0) и Швейцарии (2:1) и во всех трёх матчах Йенс отыграл со стартового до финального свистка без замен.
На чемпионат Европы 1996 года Йенс изначально не попал в заявку, но был включён перед финальным матчем с Чехией, хотя на поле так и не появился. Несмотря на это он всё равно был удостоен звания чемпиона Европы.

## Достижения
«Фрайбург»
- Победитель Второй Бундеслиги (1) : 1992/93

«Вердер»
- Победитель Кубка Интертото (1) : 1998
- Победитель Кубка Германии (1) : 1998/99

«Штутгарт»
- Победитель Кубка Интертото (1) : 2002

Германия
- Чемпион Европы (1) : 1996